# Welcome to the Blackout (Live London '78)
Welcome to the Blackout (Live London '78) es un álbum en vivo del músico británico David Bowie grabado durante la gira de Isolar II. Tuvo un lanzamiento limitado en vinilo, publicado el 21 de abril de 2018 para el Record Store Day. Una edición de CD más disponible fue publicado el 29 de junio de 2018, junto con el lanzamiento digital para descargar y streaming.

## Grabación
El álbum fue grabado en vivo durante la gira de Isolar II en Earl's Court, Londres el 30 de junio y 1 de julio de 1978 por Tony Visconti con la unidad móvil de RCA. Fue remezclada por Bowie y David Richards en los estudios Mountain, Montreux, desde el 17 hasta el 22 de enero de 1979.
Las Interpretaciones del primero de julio de "Be My Wife" y "Sound and Vision" fueron previamente publicados en el álbum semioficial de 1995, Rarestonebowie.
Las presentaciones fueron grabadas por el director David Hemmings  para un proyección de cine en el verano de 1978. Bowie no estuvo satisfecho con la película y nunca fue publicado, diciendo en 2000, "A mi simplemente no me gustó la manera en la que fue filmada".

## Lista de canciones

### LP: Parlophone / DBRSD 7782
Todas las canciones escritas y compuestas por David Bowie, excepto donde está anotado.
| Lado uno |                     |                       |          |  |
| N.º      | Título              | Escritor(es)          | Duración |  |
| 1.       | «Warszawa»          | David Bowie Brian Eno | 4:18     |  |
| 2.       | «“Heroes”»          | Bowie Eno             | 7:33     |  |
| 3.       | «What in the World» |                       | 4:01     |  |

| Lado dos |                  |          |  |
| N.º      | Título           | Duración |  |
| 1.       | «Be My Wife»     | 2:45     |  |
| 2.       | «The Jean Genie» | 6:34     |  |
| 3.       | «Blackout»       | 3:42     |  |
| 4.       | «Sense of Doubt» | 3:25     |  |

| Lado tres |                        |                                  |          |  |
| N.º       | Título                 | Escritor(es)                     | Duración |  |
| 1.        | «Speed of Life»        |                                  | 2:37     |  |
| 2.        | «Sound and Vision»     |                                  | 3:10     |  |
| 3.        | «Breaking Glass»       | Bowie Dennis Davis George Murray | 3:31     |  |
| 4.        | «Fame»                 | Bowie Carlos Alomar John Lennon  | 3:52     |  |
| 5.        | «Beauty and the Beast» |                                  | 4:58     |  |

| Lado cuatro |                       |          |  |
| N.º         | Título                | Duración |  |
| 1.          | «Five Years»          | 6:08     |  |
| 2.          | «Soul Love»           | 2:51     |  |
| 3.          | «Star»                | 2:30     |  |
| 4.          | «Hang On to Yourself» | 2:39     |  |
| 5.          | «Ziggy Stardust»      | 3:24     |  |
| 6.          | «Suffragette City»    | 3:50     |  |

| Lado cinco |                      |                           |          |  |
| N.º        | Título               | Escritor(es)              | Duración |  |
| 1.         | «Art Decade»         |                           | 3:08     |  |
| 2.         | «Alabama Song»       | Bertolt Brecht Kurt Weill | 3:58     |  |
| 3.         | «Station to Station» |                           | 11:08    |  |

| Lado seis |               |          |  |
| N.º       | Título        | Duración |  |
| 1.        | «TVC 15»      | 4:18     |  |
| 2.        | «Stay»        | 6:58     |  |
| 3.        | «Rebel Rebel» | 3:51     |  |

### CD: Parlophone / CDDBS 7782
| Disco uno |                        |          |  |
| N.º       | Título                 | Duración |  |
| 1.        | «Warszawa»             | 4:18     |  |
| 2.        | «“Heroes”»             | 7:33     |  |
| 3.        | «What in the World»    | 4:01     |  |
| 4.        | «Be My Wife»           | 2:45     |  |
| 5.        | «The Jean Genie»       | 6:34     |  |
| 6.        | «Blackout»             | 3:42     |  |
| 7.        | «Sense of Doubt»       | 3:25     |  |
| 8.        | «Speed of Life»        | 2:37     |  |
| 9.        | «Sound and Vision»     | 3:10     |  |
| 10.       | «Breaking Glass»       | 3:31     |  |
| 11.       | «Fame»                 | 3:52     |  |
| 12.       | «Beauty and the Beast» | 4:58     |  |

| Disco dos |                       |          |  |
| N.º       | Título                | Duración |  |
| 1.        | «Five Years»          | 6:08     |  |
| 2.        | «Soul Love»           | 2:51     |  |
| 3.        | «Star»                | 2:30     |  |
| 4.        | «Hang On to Yourself» | 2:39     |  |
| 5.        | «Ziggy Stardust»      | 3:24     |  |
| 6.        | «Suffragette City»    | 3:50     |  |
| 7.        | «Art Decade»          | 3:08     |  |
| 8.        | «Alabama Song»        | 3:58     |  |
| 9.        | «Station to Station»  | 11:08    |  |
| 10.       | «TVC 15»              | 4:18     |  |
| 11.       | «Stay»                | 6:58     |  |
| 12.       | «Rebel Rebel»         | 3:51     |  |

## Créditos
Créditos adaptados desde las notas del álbum.
- David Bowie – voz principal y coros, chamberlin
- Adrian Belew – guitarra líder, coros
- Carlos Alomar – guitarra rítmica, coros
- George Murray – bajo eléctrico, coros
- Dennis Davis – batería y percusión
- Roger Powell – teclado, sintetizador, coros
- Sean Mayes – piano, ARP String Ensemble, coros
- Simon House – violín eléctrico

## Posicionamiento
| Gráficas (2018)                         | Pico de posición |
| --------------------------------------- | ---------------- |
| Austria (Ö3 Austria)                    | 55               |
| Bélgica (Ultratop flamenca)             | 39               |
| Bélgica (Ultratop valona)               | 96               |
| Países Bajos (Album Top 100)            | 32               |
| Francia (SNEP)                          | 127              |
| Alemania (Offizielle Top 100)           | 58               |
| Irlanda (IRMA)                          | 36               |
| Italia (FIMI)                           | 83               |
| Nueva Zelanda (RMNZ)                    | 3                |
| Portugal (AFP)                          | 30               |
| Escocia (Scottish Albums Chart)         | 11               |
| España (PROMUSICAE)                     | 86               |
| Suiza (Schweizer Hitparade)             | 75               |
| Reino Unido (UK Albums Chart)           | 16               |
| Estados Unidos (Top Alternative Albums) | 23               |